# غوت ذا بيت
غوت ذا بيت (هانغل: 갓더비트) (بالإنجليزية: Got the beat)‏ هي فرقة سوبر غروب كورية جنوبية وأول وحدة فرعية للمشروع غيرلز أون توب، تم تشكيلها بواسطة إس إم إنترتينمنت في عام 2022، وتتكون من سبع فنانات ظهرن لأول مرة تحت الوكالة: غوون بو آه، كم تاي يون وكم هيو يون من فرقة غيرلز جينيريشن، كانغ سولجي وويندي من فرقة ريد فلفيت، كارينا ووينتر من فرقة ايسبا.